# Örasjön (Borgsjö socken, Medelpad)
Örasjön är en sjö i Ånge kommun i Medelpad och ingår i Ljungans huvudavrinningsområde. Sjön har en area på 0,296 kvadratkilometer och ligger 383 meter över havet.

## Delavrinningsområde
Örasjön ingår i det delavrinningsområde (695126-151114) som SMHI kallar för Mynnar i Kassjöån. Medelhöjden är 439 meter över havet och ytan är 7,33 kvadratkilometer. Det finns inga avrinningsområden uppströms utan avrinningsområdet är högsta punkten. Vattendraget som avvattnar avrinningsområdet har biflödesordning 4, vilket innebär att vattnet flödar genom totalt 4 vattendrag innan det når havet efter 115 kilometer. Avrinningsområdet består mestadels av skog (86 procent) och sankmarker (10 procent). Avrinningsområdet har 0,29 kvadratkilometer vattenytor vilket ger det en sjöprocent på 4 procent.